# Турски държавни железници
Турските държавни железници (на турски: Türkiye Cumhuriyeti Devlet Demiryolları, TCDD) е държавна национална железопътна компания на Турция, която отговаря за собствеността и поддръжката на железниците в Турция, както и за планирането и изграждането на нови линии. Създадена е на 4 юни 1929 г., след национализацията на железниците в Турция.
Турските държавни железници притежават и поддържат всички обществени железници в Турция, включително железопътни гари, пристанища, мостове и тунели, дворове и съоръжения за поддръжка. През 2016 г. TCDD контролира мрежа от 12 532 километра активни железопътни линии, което я прави 22-рата по големина железопътна система в света. Освен железопътната инфраструктура, TCDD също така притежава няколко компании за железопътен транспорт в Турция, както и 50% дял от железопътната система за градския транспорт в района на Измир – İZBAN.
До 2017 г. Турските държавни железници притежават всички железопътни линии в Турция. Правителството решава да предприеме стъпки за приватизация на част от турската железопътна мрежа, подвижният състав и операциите са предадени на TCDD Transport.